# Paul M. G. Lévy

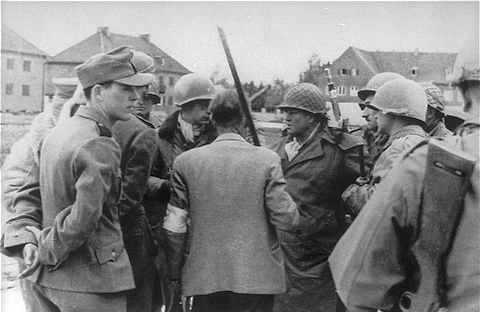
Paul Lévy (uprostřed vlevo, v přilbě) při jednání s americkými a německými jednotkami po osvobození Dachau

Paul Michel Gabriel, baron Lévy (27. listopadu 1910 Ixelles – 16. srpna 2002 Sainte-Ode) byl belgický novinář a profesor. Narodil se v Bruselu a přežil holocaust. Dlouhá léta pracoval jako informační ředitel Rady Evropy a v 50. letech 20. století se ve spolupráci s Arsènem Heitzem podílel na vytvoření Vlajky Evropské unie.

## Počátky kariéry
Před válkou Lévy řídil informační služby belgického národního vysílání, Institut National de Radiodiffusion (INR). Za okupace odmítl spolupracovat s rozhlasem podporovaným Německem, byl propuštěn a zatčen. Byl poslán do pevnosti Breendonk, německého zajateckého tábora poblíž Mechelenu. Propuštěn byl v roce 1941, německé úřady ho v Bruselu sledovaly, ale v červenci 1942 se mu podařilo přes síť Zéro uprchnout do Británie, kde se připojil k Antoinu Delfossovi, ministrovi a veliteli hlavní odbojové skupiny Armée de la Libération (AL). Po Delfossově boku sloužil na ministerstvu spravedlnosti belgické vlády v Londýně. Hovořil také v Rádiu Belgique, francouzsky a nizozemsky mluvící rozhlasové stanici BBC, která vysílala do okupované Belgie. Jeho hlavní pracovní náplní však byla práce v Commission belge pour l'étude des problèmes d'après-guerre („Belgická komise pro studium poválečných problémů“), v níž založil Mission Samoyède, která plánovala zřídit rozhlasové vysílání v Belgii brzy po osvobození. Po invazi Spojenců do Evropy se vrátil na kontinent a pracoval jako tlumočník a tiskový mluvčí po boku generála Henninga Lindena. Jeho reportáže se týkaly i osvobození koncentračního tábora Dachau.
Po osvobození, přestože měl socialistické sklony, pracoval pro novou stranu Belgická demokratická unie (UDB-BDU). V roce 1946 byl zvolen poslancem za region Nivelles jako jediný úspěšný kandidát UDB-BDU. Rezignoval, aby se mohl vrátit k práci v rozhlase.
Říká se, že vymyslel neologismus Irénologie, což je francouzský výraz pro studium míru.

## Pozdější život

### Rada Evropy

Vlajka Evropy podle Lévyho návrhu z roku 1955 (od roku 1993 vlajka používaná Evropskou unií)

Lévy konvertoval ke katolicismu v červenci 1940. V roce 1950 nastoupil do nově založené Rady Evropy Winstona Churchilla a stal se prvním šéfem jejího kulturního oddělení.

### Vlajka Evropy
Lévy musel roztřídit návrhy vlajky Evropské rady, které se na jeho oddělení hrnuly, a vypracoval přesný návrh finalisty Arsène Heitze na kruh z hvězd.
Podle anekdoty zveřejněné v roce 1998 v Die Welt Lévy procházel kolem sochy Panny Marie se svatozáří hvězd a zaujalo ho, jak hvězdy odrážející slunce září na modré obloze. Lévy později navštívil Léona Marchala, tehdejšího generálního tajemníka Rady Evropy, a navrhl mu, aby jako motiv pro vlajku Evropy navrhl dvanáct zlatých hvězd na modrém podkladu.
Na druhou stranu článek v časopise The Economist z roku 2004 připisuje Lévymu výrok, v němž tvrdí, že se inspiroval Zjevením 12,1. Lévy uvedl, že o souvislosti s knihou Zjevení byl informován až poté, co byl vybrán.

## Vyznamenání
- Jmenován baronem na základě rozhodnutí krále Alberta II. v r. 2000
- Velkodůstojník Leopoldova řádu
- Velkodůstojník Řádu koruny
- Velkodůstojník Řádu Leopolda II.
- Komandér Řádu sv. Silvestra